# Кудиново (Ногинский район)
Куди́ново — село в Богородском городском округе Московской области России. В 25 км от МКАД по автомобильной дороге, и в 19 км от центра Ногинска.
Расположено на трассе Р109 Электроугли — Лосино-Петровский — Щёлково. В окружении находится химический завод, мусорный полигон. Планируется постройка мусоросжигательного завода. Ведутся периодические митинги против выбросов химикатов. Случались отравления свалочными газами.

## Население
| 1852 | 1859 | 1926  | 2002 | 2006  | 2010  | 2021  |
| ---- | ---- | ----- | ---- | ----- | ----- | ----- |
| 638  | ↘455 | ↗1050 | ↘481 | ↗2977 | ↗3170 | ↗5368 |

## История
Находится в бассейне реки Шаловка (правый приток Клязьмы). Окрестности были богаты природными запасами белых огнеупорных (кудиновских) глин и торфа.
Первые упоминания о селе относятся к 1742 году, когда крепостным крестьянам из сёл Кудиново, Полтево, Черепково, Старая Купавна разрешалось здесь добывать глину для собственных нужд и на продажу.
В 1840 году рядом с селом купец Фёдор Тимофеевич Трещалин построил завод по производству огнеупорного кирпича. На заводе в то время трудилось 48 человек.
В середине XIX века село относилось ко 2-му стану Богородского уезда Московской губернии и принадлежало коллежскому асессору А. М. Каринской, в селе было 67 дворов, церковь, крестьян 297 душ мужского пола и 341 душа женского.
В «Списке населённых мест» 1862 года Покровское (Кудиново) — владельческое село 2-го стана Богородского уезда Московской губернии по левую сторону Нижегородской железной дороги (от Москвы), в 17 верстах от уездного города и 16 верстах от становой квартиры, при реке Марковке, с 90 дворами, православной церковью и 455 жителями (223 мужчины, 232 женщины).
Каменная церковь во имя Покрова Пресвятой Богородицы в Кудиново была построена иждивением князя Петра Салтыкова, владевшего Никольско-Архангельским и Салтыковкой, известного коллекционера предметов европейского Средневековья, после отмены крепостного права в 1861 году разорившегося, продавшего коллекцию и вернувшегося в родные места.
По данным на 1890 год село относилось к Васильевской волости 2-го стана Богородского уезда. При селе работало 9 небольших кирпичных заводов, имелась земская школа.
Директора Товарищества Купавинской суконной фабрики братьев Бабкиных в 1890 году заключили с наследниками потомственного почётного гражданина Дмитрия Семёновича Карнеева, владельцами села Кудиново (Покровское), соседнего с слободой Купавна сельца Печатникова Клепиково (Кутузово), контракт на аренду участка принадлежащего им Маслова болота, находящегося вблизи села Кудиново для добычи торфа.
Отданный в аренду Товариществу участок болота, начинался у озера Чистого, далее от этого озера шёл на запад на протяжении 700 саженей, на севере участок граничил с владениями Малютиных и Вишняковых, а на юге — с валовой канавой из озера Чистого. Контракт на аренду участка был заключён на 36 лет.
Товарищество имело право пользоваться всеми существующими в имении владельцев дорогами, а также могло провести новую дорогу за свой счет к своей фабрике. Товарищество провело эту новую дорогу к фабрике, и она получила название Бабкинская. Новый контракт с Карнеевыми на аренду второго участка Маслова болота на 30 лет был заключён в 1896 году.
Арендуемый участок по длине шёл от владения Малютиных до озера Лукова, а в ширину — от канавы, идущей от озера Луково до озера Чистого. Всего Товарищество купавинской суконной фабрики братьев Бабкиных арендовала у наследников Д.С. Карнеева 195 десятин 5195 квадратных саженей Маслова болота.
Добыча торфа Товариществом на участке Маслова болота велась элеваторным способом. При этом способе работы был механизирован только процесс подъёма торфа из карьера и перерезывание волокон. Для жилья рабочих на самых высоких местах болота строились бараки.
Рядом с бараками для рабочих были контора хозяев торфоразработок, пожарная каланча (поскольку пожары на торфоразработках были не редкость) и фельдшерский пункт. Необходимость в фельдшерском пункте на торфоразработках была связана с распространённой в то время малярией.
Работа на торфоразработках была сезонной. В летнее время на них приезжали сезонные работники из Владимирской, Рязанской, Калужской и других губерний России. С 1912 по 1914 год на торфяном болоте Бисерово Торфмейстерской частью Министерства земледелия проводились курсы по торфодобыванию.
В 1900 году гжельские купцы Жоховы построили 2 завода для производства белого огнеупорного кирпича. Ежегодно до 1913 года на близлежащей железнодорожной станции отгружалось 20 миллионов штук кирпичей. Производство было приостановлено в связи с началом Первой мировой войны и было возобновлено только в 1920-е годы.
Неподалёку от села предпринимателем Боссе Артуром Гаральдом с компаньонами в 1899 году был организован завод по производству электроуглей (ныне ОАО «Кудиновский завод „Электроугли“»). У завода появился рабочий посёлок, позже ставший городом Электроугли.
В 1913 году в селе — 171 двор, земское училище и пивная трактирного промысла.
По материалам Всесоюзной переписи населения 1926 года — центр Кудиновского сельсовета Васильевской волости Богородского уезда в 3 км от станции Кудиново Нижегородской железной дороги. Здесь проживало 1050 жителей (494 мужчины, 556 женщин), насчитывалось 233 хозяйства, из которых 199 — крестьянских. Имелись школа 1-й ступени, школа крестьянской молодёжи, библиотека, кредитное товарищество, лавка и кирпичный завод.
С 1929 года — населённый пункт образованной Московской области.
В 2004 году в состав села был включён посёлок центральной усадьбы совхоза имени 50-летия Великого Октября Кудиновского сельского округа, с чем связано резкое увеличение численности населения села по данным на 2006 год.

## Инфраструктура
В селе имеются магазин, памятник Ленину, кладбище, Предтеченская крестильная церковь, Покровская церковь, воскресная школа. Застройка села от малоэтажной до пятиэтажной.
В Кудиново 5 остановок общественного транспорта. Ходят автобусы 28 (Электроугли — Обухово), 29 (Электроугли — Зверосовхоз), 31 (Электроугли — Ногинск).

## Известные уроженцы
- Владимир Сергеевич Михайлов — генерал армии (2004), главнокомандующий Военно-воздушными силами России в 2002—2007 годах.
- Григорий Серафимович Никольский (р. 21 декабря 1940) — советский учёный, педагог. Специалист в области фазовых переходов в сплавах и термодинамике растворов. Доцент МИСиС, кандидат физико-математических наук.
- Пётр Евдокимович Покровский (1802—1888) — главный священник армии и флота, протоиерей, духовный писатель.